# غاريث رووي
غاريث رووي (بالإنجليزية: Gareth Rowe)‏ (17 يناير 1977 بنيوزيلندا - ) هو لاعب كرة قدم نيوزلندي في مركز الدفاع. شارك مع منتخب نيوزيلندا تحت 20 سنة لكرة القدم ومنتخب نيوزيلندا لكرة القدم. أما مع النوادي، فقد لعب مع كانتربيري يونايتد.

## وصلات خارجية
- غاريث رووي على موقع الاتحاد الدولي (مؤرشف)  (الإنجليزية)
- غاريث رووي على موقع قاعدة بيانات كرة القدم.إي يو (الإنجليزية)